# WBXQ
Koordinaten: 40° 39′ 17″ N, 78° 40′ 34″ W
WBXQ oder WBXQ-FM (Branding: „True Country“) ist ein US-amerikanischer Countrymusik-Hörfunksender aus Patton im US-Bundesstaat Pennsylvania. WBXQ sendet auf der UKW-Frequenz 94,3 MHz. Eigentümer und Betreiber ist die Sherlock Broadcasting, Inc .